# John Zandig
John Corson (* 4. April 1964 in Sewell, New Jersey) ist ein US-amerikanischer Wrestler. Bekannt wurde er unter seinem Ringnamen John Zandig.
Corson ist Gründer und ehemaliger Promotor der Wrestling-Promotion Combat Zone Wrestling.

## Karriere

### Sportlicher Hintergrund/Anfänge
Corson war vor seiner Wrestling-Karriere als Klempner tätig. Er war begeisterter Bodybuilder und Wrestling-Fan. Bei seinem Wunsch, selbst Wrestler zu werden, wurde Corson von einigen lokalen Promotoren nur sehr oberflächig ausgebildet und im Grunde so um sein Geld betrogen. Er ließ sich schließlich ab 1994 in der World Wrestling Association New Jersey von Larry Sharpe zum Wrestler ausbilden. Diese war seit 1993 ein der NWA New Jersey angeschlossener Verband und Corson spezialisierte sich dort auf den Hardcore-Stil, wie dieser von der damaligen Promotion Extreme Championship Wrestling betrieben wurde. Er selbst hatte erkannt, dass seine ringerischen Fähigkeiten nur sehr begrenzt waren und auf diese Weise hatte Corson eine Lücke gefunden, die es ihm ermöglichte regelmäßig als Wrestler anzutreten.
Sein Wrestling-Debüt gab Corson am 14. Juni 1996 als 32-Jähriger in der damaligen NWA New Jersey, als er unter dem Ringnamen The Icon seinen Gegner Dave Dutch besiegte. In der ersten Zeit trat Corson in der NWA New Jersey an. Dort durfte er bereits am 7. Dezember desgleichen Jahres den Schwergewichtstitel der WWA New Jersey, die WWA New Jersey Heavyweight Championship, gewinnen. Diesen Titel durfte er für 358 Tage halten.

### Leiter von Combat Zone Wrestling School und Gründung der CZW-Promotion
1998 wurde die Promotion Sharpes eingestellt und Corson gründete im Rahmen der NWA New Jersey die Combat Zone Wrestling School, die nun von der örtlichen NWA als Trainingsschule betrieben wurde. Seit dem 19. Februar 1999 trat Corson unter dem Ringnamen John Zandig an. An diesem Tag fand eine Show der Wrestlingschule statt, deren Einnahmen für einen wohltätigen Zweck gespendet wurden. Überrascht vom Erfolg dieser Show, beschloss Corson nun aus seiner Schule eine richtige Promotion zu machen.

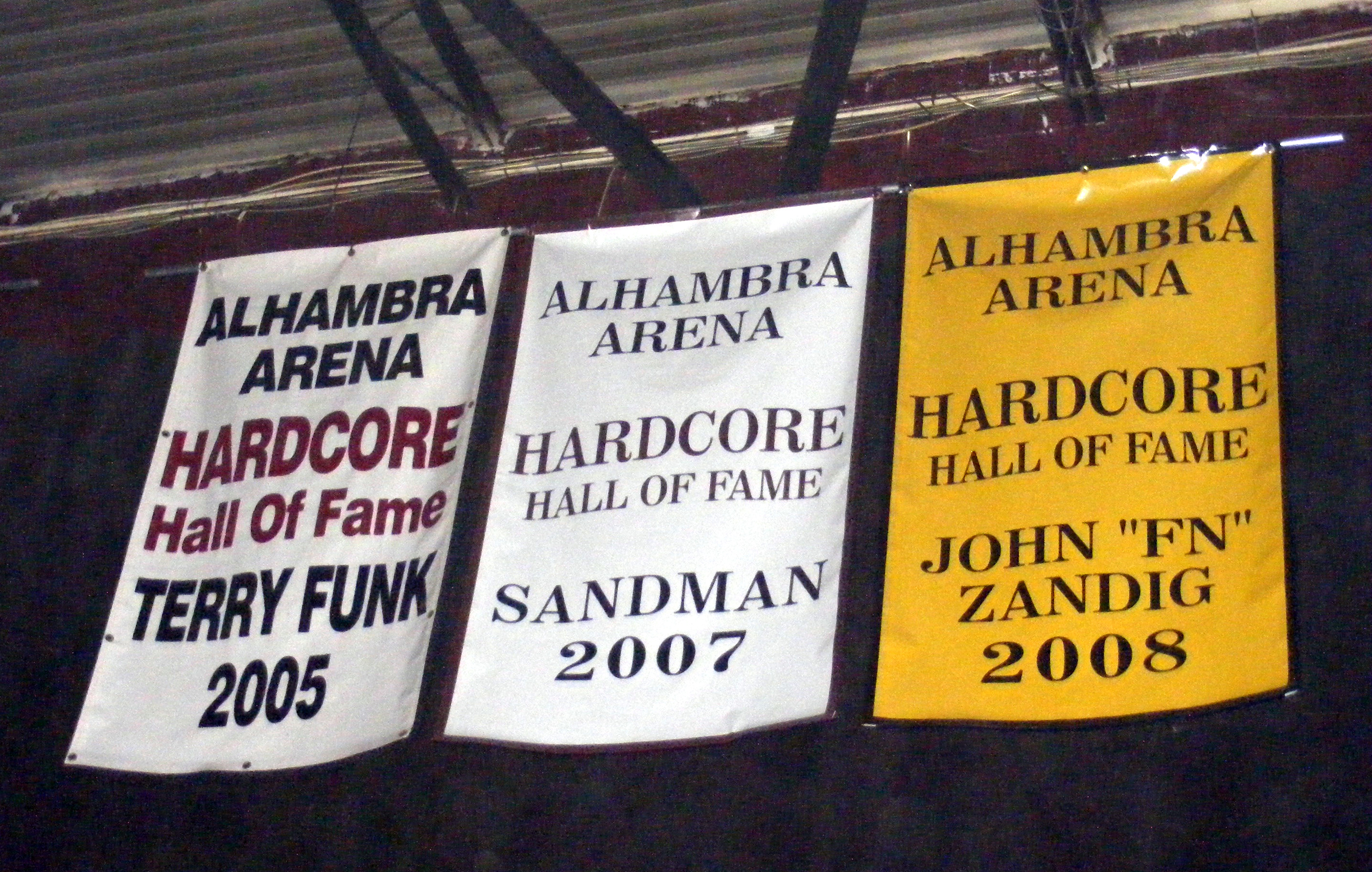
John Zandigs Aufnahme in die Hardcore Hall of Fame (2008)

Die erste offizielle Veranstaltung der Promotion  Combat Zone Wrestling fand bereits am 27. März 1999 statt. Die CZW galt zu diesem Zeitpunkt noch als Ableger der NWA in New Jersey und der Wrestler Nick Gage, einer von Corsons vier Schülern, konnte an diesem Tag die neu geschaffene CZW Heavyweight Championship erringen. Dieser Titel wurde bereits am 22. Mai 1999 von Corson errungen und durch spätere globale Titelverteidigungen zum Welttitel erhoben. Diesen Titel sollte Corson im Laufe seiner Karriere insgesamt 6 Mal halten. Die Promotion CZW bot ihrem Publikum neben mattenorientierten Wrestling auch äußerst blutige Hardcore-Matches. Vor allem letztere machten diese Liga in der unabhängigen Wrestlingszene bekannt. Bereits 2001 bekannte Corson öffentlich in einem Interview, dass er diese Art des Wrestlings ablehne, obwohl die CZW und er dieses auf einen neuen Level gebracht habe. Am 24. Juli 1999 wurden Corson und Nick Gage Inhaber der CZW Tag Team Championship.

### Zusammenarbeit mit Big Japan Pro Wrestling
Mit Ausnahme seiner frühen Verpflichtungen in der National Wrestling Alliance, die zwischen dem 14. und 16. Juni 1999 stattfanden und aus drei Matches bestanden, trat Corson bis zum 24. April 2000 ausschließlich nur in der CZW an. Anfang 2000 wurde eine enge Zusammenarbeit mit der in Japan beheimaten Promotion Big Japan Pro Wrestling begonnen und so trat Corson an diesem Tag bei einer Show dieser Liga in Japan an. Corson hatte das Booking der Shows übernommen und so wurden die Matches sehr brutal dargestellt. Die CZW-Wrestler verletzten ihre Kontrahenten von Big Japan einen nach den anderen. Corson errang in dieser Promotion insgesamt drei Mal die BJW Deathmatch Heavyweight Championship. Durch dieses Fehdenprogramm CZW vs. BJPW und dem damit verbundenen Ausfall ihres Wrestlingkaders geriet die japanische Promotion schnell an den Rand der Zahlungsunfähigkeit. So wurde die Zusammenarbeit mit der CZW bereits wieder im August desgleichen Jahres beendet und die letzte Verpflichtung Corsons bei Big Japan wurde für den 8. August vorgenommen. Vereinzelt wurden später jedoch noch einige Wrestler aus der CZW von Big Japan verpflichtet. Man startete nun ein blutig angelegtes Fehdenprogramm mit der IWA Mid-South, die vom ehemaligen ECW-Wrestler Ian Rotten betrieben wurde.

### Veranstaltungen in Europa und erneute Verpflichtung in Japan
Corson beschloss, nachdem der japanische Markt weggefallen war, die Tätigkeit von Combat Zone Wrestling nach Europa auszuweiten. So nahm er am 15. Juni 2002 an einer Show der in Irland beheimateten Promotion Irish Whip Wrestling teil und trug dort gegen seinen ehemaligen Schüler Justice Pain zwei Matches um die CZW World Heavyweight Championship aus. Doch im Dezember 2003 wurde Corson erneut in Japan verpflichtet, als er am 5. und 6. Dezember bei Shows antrat, die von der Promotion Pro Wrestling ZERO1 veranstaltet wurden.

### Zusammenarbeit mit der IWA Mid-South und Karriereende
Corson trat nach 2003 ausschließlich nur in der CZW an. Bereits am 28. Juni 2003 veranstaltete Corson und die CZW die Show Extreme 8 – Death Match Challenge in Dover, Delaware. Hier fand die seit nunmehr drei Jahren andauernde Fehde CZW vs. IWA-MS ihren Abschluss. An deren Ende stand eine enge Zusammenarbeit zwischen beiden Promotionen, die nun einen fast identischen Wrestling-Kader führten.
Als Wrestler trat Corson in der Folgezeit immer weniger in Erscheinung und er begann sich langsam aus dem Wrestlinggeschäft zurückzuziehen. Er trat nunmehr nur noch in den verschiedenen Deathmatch-Turnieren der Liga an. Im Sommer 2008 übergab Corson das Booking innerhalb der CZW offiziell an den Wrestler DJ Hyde. Dieser kaufte 2009 die Promotion von Corson und dieser gab offizielles letztes Deathmatch am 25. Oktober 2009 bei CZW Tournament of Death: Rewind. Dort unterlag Corson bei einem Tournament Of Death Rewind First Round Pane In The Glass Match seinem ehemaligen Schüler Nick Gage. Im Anschluss daran wurde er vom neuen Eigentümer DJ Hyde als the real Iron Man of CZW verabschiedet und erhielt von diesem den Titelgürtel der am 11. Juli 2009 eingestellten CZW Iron Man Championship überreicht. Corson trat nach seinem Ruhestand nur noch einmal, am 8. Mai 2010, als Wrestler in Erscheinung. An diesem Tag nahm er bei einem Tournament Of Death IX Qualifying der Veranstaltung CZW Fist Fight teil und konnte  dort seinen Kontrahenten Brain Damage besiegen.

## Erfolge

### Titel
- World Wrestling Association New Jersey

- 1× WWA Heavyweight Champion

- Combat Zone Wrestling

- 6× CZW World Heavyweight Champion
- 1× CZW Ultraviolent Underground Champion
- 1× CZW World Tag Team Champion  mit Nick Gage

- Big Japan Pro Wrestling

- 3× BJW Deathmatch Heavyweight Champion
- 1× BJW Tag Team Champion mit Nick Gage

### Auszeichnungen
- Hardcore Hall of Fame (Class of 2008)
- The Real Iron Man of CZW (2009)